# Mormanno
Mormanno é uma comuna italiana da região da Calábria, província de Cosenza, com cerca de 3.714 habitantes. Estende-se por uma área de 75 km², tendo uma densidade populacional de 50 hab/km². Faz fronteira com Laino Castello, Morano Calabro, Orsomarso, Papasidero, Rotonda (PZ), Saracena.

## Demografia
| Variação demográfica do município entre 1861 e 2011                               |
|                                                                                   |
| Fonte: Istituto Nazionale di Statistica (ISTAT) - Elaboração gráfica da Wikipedia |